# 中國大陸與澳門駕照互認爭議
中國大陸與澳門駕照互認爭議，是指澳門政府自2013年起欲推出中國大陸駕駛證與澳門駕駛執照的互認及互換制度而在當地社會引起的爭議。澳門的交通問題嚴重，交通設施無法滿足當地高度密集人口的生活需求，配套不足，道路擠塞，且當局管理不善，在此情況下，澳門政府仍意欲推行兩地駕駛執照免試互認制度，被批評會導致當地交通問題進一步惡化，徒添區域矛盾以及加劇一直以來外勞違法在當地駕駛車輛的問題（例如多次出現因外勞違法兼危險駕駛而造成傷亡的案件），在社會上引發爭議，亦引起市民遊行示威抗議。

## 背景
澳門的土地面積截至2018年為30多平方公里，人口60多萬，其密度是全球之冠。根據2015年統計暨普查局的資料顯示，當地登記汽車數量為約12萬，摩托車數量約13萬，即每4名澳門居民（不包括外來勞動人口）中就有一人擁有一部汽車，每3.6名澳門居民中就有一人有一部電單車。由於澳門的公交及其配套並非處於理想狀況，加上樓價高企，市民比起房屋更願意購買汽車，故汽車數量進一步增加，改變了澳門這一原本適易以步行或乘坐公共交通方式出行的城市。
澳門的交通問題一直處於當地民生問題首位，當地交通設施落後，難以應付60多萬人口以及每年約3000萬人流的旅客，加上政府規劃及前瞻性不足，導致眾多民生問題未能解決，令問題日益惡化。2009年，澳門政府開始進行輕軌工程，然而由於超支、延期、官司、路線等爭議，直至2024年已通車氹仔綫一條主線與橫琴線、石排灣線兩條支線。三條線乘坐數據均不佳，對道路交通狀況的舒壓效果較差。在此情況下，當地道路不勝負荷，塞車問題嚴重。加上政府沒有妥善控制人口增長，又對外勞不加限制，令交通情況雪上加霜。
在交通事故方面，截至2018年，澳門已有2071宗中國大陸人士通過「內地與香港駕照互認制度」到澳門申請駕駛許可，根據2015年的數據，香港中國大陸駕照佔整體意外比率為百分之零點零五，而根據2017年首十月的數據，涉及非澳門駕駛執照人士的交通意外約有930宗，佔整體交通意外的百分之八，兩地數據差距高逾百倍。

## 推行駕照互認
2013年，澳門政府希望推行廣東省與澳門兩地駕駛執照免試互認制度，提出《粵澳小型汽車駕駛證互認》，因遭到民間反對而擱置，行政長官崔世安重申政府會以居民利益為依歸作整體考慮。2014年，政府委託澳門大學進行《粵澳小型汽車駕駛證互認之社會觀點調查研究》報告。
2017年，政府再度重推駕照互認制度，並將互認範圍從廣東省推展至整個中國大陸，再度引起一系列社會爭議，包括對道路安全及當地道路承載力的影響等。
2017年12月，政府公開《粵澳小型汽車駕駛證互認之社會觀點調查研究》報告，報告建議當局「在決定是否實施駕照互認前擬訂計劃內容，製作諮詢文件，清楚介紹政策內容及涵蓋範圍，以及全面、客觀說明政策實施後對本澳社會可能衍生的問題，及當局相應的措施」，而當局表示「2014年進行有關駕照互認的研究報告，其數據分析和意見內容已不足反映澳門現況」，故「不以此作為參考」，政府給予的理由被批評是對不利的意見和數據視而不見。
2018年4月16日，行政長官頒佈行政命令，授權運輸工務司司長羅立文代表澳門特區與中华人民共和国公安部簽署「內地與澳門關於互認換領機動車駕駛證」的協議。此前特區政府已向外界透露有意與中國大陸實行駕照互認政策，引起外界爭議。社會擔心中國大陸與澳門兩地駕駛文化不同，制度實施後會增加道路風險之餘亦加重道路承載力，令當地交通擠塞問題進一步惡化，亦有駕駛從業員擔心會加劇「過界司機」（違法駕駛車輛的外勞）問題。

## 爭議

### 官方及支持聲音
羅立文認為澳門已經比香港晚了一步簽署相關協議，質疑為何加入了國際公約的澳門與100多個國家有駕照互認協議，但唯獨不能承認「祖國的駕駛執照」。當被記者問及駕照互認的檢討機制如何時，羅立文回應「（將來若出現問題就）到時再算」。對於為何不是解決預見的問題才簽署協議，他回應：「就算有很大問題，我也要簽署。祖國的駕駛執照，你不互認，是不是有問題？你不覺得奇怪嗎？」又說市民不應該對此有疑問。此外，他說就算沒有駕照互認，澳門的交通壓力依然都是個大問題，堅持不會就駕照互認展開公開諮詢。
交通事務局局長林衍新認為駕照互認是為配合市民出行中國大陸，因近年前往中國大陸考取中國大陸駕照的澳門居民不斷增多，他又以近鄰的香港作參考，指香港早已實行有關政策多年也未見出現太大交通問題。他又認為澳門與中國大陸駕照互認的出發點是為了便利澳門居民未來在大灣區生活、經商和旅行。又指近年到中國大陸考取駕照的澳門居民，每年有3000至5000人，且有持續增長的趨勢。他又表示，2017年1至10月，澳門人在廣東省駕駛涉及傷亡或其他交通意外共12宗，但在中國大陸駕駛的違法數字則有20,700宗。認為駕照互認後不代表中國大陸人都會在澳門駕駛，又指現時全澳合法租用的私家車只有100部，假使日後租車公司希望增加車輛，亦需經嚴謹繁複的申請程序。
由澳門行政長官崔世安委任的官委議員柳智毅和馬志成表示「聽到了很多朋友的期望，希望可以快些實施駕照互認」，柳智毅認為澳門在承認逾百個國家的駕照前沒有公開諮詢，以及200多國家承認了中國駕照前也沒有公開諮詢，所以中國大陸與澳門駕照互認也沒有公開諮詢的需要。

### 質疑聲音
有當地媒體指出，在香港政府回覆澳門當局的文件中，顯示了有逾26萬中國大陸司機獲免試簽發香港正式駕照，在2017年已新增逾35,000人，以免試簽發方式取得駕駛執照的駕駛人士涉及的交通意外數目實際上在近3年上升了百分之二十五。此外，政府一直未有向市民提供數據以及科學的評估報告，沒有提供合理理據，一直主觀性地重覆以「不覺得有問題」或「看不到問題」回應社會的質疑。另外，政府對違法駕駛車輛的外勞的打擊力度一直備受運輸業界批評，若駕照互認落實後漏洞將會擴大，執法部門在取證上會更加困難，故外界並不相信政府所作的承諾。媒體又指出，雖然政府稱絕大部份訪澳中國大陸旅客一直以來均使用公交或免費交通工具出行，認為中國大陸旅客對赴澳自駕沒有太大需求，但3億人當中有百萬分之一去澳門初試自駕遊，已經足以癱瘓澳門交通。
直選議員區錦新認為政府各級官員聲稱駕照互認是為了方便澳門人在中國大陸發展是借口，認為根本原因是特區政府要完成國家交託的政治任務，但在面對政治任務時當權者亦有責任向中央反映澳門的特定情況和條件局限，他亦指出「過界司機」問題在還未有駕照互認的情況前已是相當嚴重，當局已基本上束手無策。又表示在未有公開諮詢、社會共識、具體時間表之下不應匆匆授權簽署有關協議。他又說，駕照互認這種涉及澳門道路安全的重大政策下應從施政角度思考，而非根據羅立文自己的個人意見，又質疑為何駕照被認可但赴澳機會不多的110國家及地區的人士，能與每年數千萬中國大陸遊客混為一談，以及質疑為何在清楚知道澳門的交通狀況差的情況下還繼續加重交通負擔。
直選議員蘇嘉豪認為將駕照互認的問題上綱上線到國家認同和身份認同是「感性綁架理性」，他引用中國國務院副總理韓正的言論：「要互相尊重，換位思考，特別是要充分尊重特區政府的意見。比如，處理港澳的事情，同時有幾個方案都可以接受的，應儘量採用特區政府所提方案」，又問特區政府有沒有勇氣在充分考慮到澳門是一個面積極小的地方後，為澳門人向中央提出中國大陸單向認可澳門的駕照這一方案。他又指出2011年行政長官批示的《公共政策諮詢規範性指引》明訂「重大政策」即包括「與本澳社會發展方向及規劃、全體或大部分公眾相關」的重點政策，必須按規定進行諮詢工作，然而當局堅持不願意進行公開諮詢，是不尊重專業意見，也沒有尊重法律文件規定。
前交通諮詢委員會委員、時事評論員黃東說，澳門現時當有市民對政府的政策提出反對意見或表達憂慮時，就會有聲音批評反對者是「澳獨」、「反對國家大政」，他譴責這類上綱上線的說法。另外，他批評當局以香港作對比不恰當，因為澳門無論在法治水平、執法能力、城市面積、道路狀況等方面都與香港存在明顯差異，又指澳門曾經發生過「富二代」駕駛名車撞死人後不用負責任的事，而這種事不會在香港出現，他又指出交通問題是澳門最大的民生障礙，駕照互認實施後，交通問題將會更加惡化。

### 遊行抗議
2019年3月9日，當地團體澳門社區發展新動力及新澳門學社在雨下發起遊行，從華士古達嘉馬花園聚集，新澳門學社副理事長、澳門立法會議員蘇嘉豪表示，駕照互認一旦實施，擁有駕駛執照的3億中國大陸人口將會是潛在的受惠對象，就算是當中千分之一到澳門駕駛也會產生很大問題，他提及過往有致命交通沙發過職及過界外勞司機，批評當局不能以一時方便犧牲市民安全，他亦表示未來將會與政府進一步傾談，不排除將行動升級。社區發展新動力主席、立法會議員吳國昌表示交通事務局理應慎重考慮駕照互認一事，質疑澳門政府是否已有一系列措施保障市民基本權益，且已充分作公眾諮詢。他重申是次遊行並非否認駕照互認，而是指出政府是否可爭取單方面為澳門市民取得中國大陸駕照的要求，以及當局是否可以在地少人多的澳門繼續以公共交通工具方式接待旅客。據澳門媒體《力報》報導，遊行人數不少，且天氣不穩，不時下起驟雨。

## 相關事故案例
2017年，一名駕駛單車的老翁途經被一輛運送石油氣的輕型貨車撞倒死亡。肇事中國內地司機持外地僱員身份認別證，職業為非駕車工種的送貨員，屬「過界勞工」，則過職工作，違法在當地駕駛車輛。
2019年1月31日，一名持往來港澳通行證入境及持有韓國駕駛執照的中國籍司機在逆向駕駛期間與一輛電單車迎頭相撞，導致電單車男司機受重傷，該名司機的妻子在議員蘇嘉豪陪同下召開記者會，她引述其丈夫指，事發時看到車上有一名紅衣女子倉皇逃走，質疑當中可能存在「頂包」、醉駕或毒駕等情況。蘇嘉豪亦指，肇事司機是中國內地人，並持韓國駕照在澳門駕車，認為這是澳門法律上的漏洞。他亦引述法律意見指，如果不能證實當事人是蓄意地導致他人受傷或有生命危險，檢察院未必會羈押當事人或扣留其旅行證件，當事人有可能會離開澳門，此外，中國內地與澳門缺乏司法互助協議，即使判了刑也未必能處罰當事人，而當事人在民事上亦可能會逃避責任。有時事評論員指出，肇事者持旅遊簽證到澳門，然而案件在逗留期限快到期前還沒處理完成，警方應加快或用特別程序處理，以及對受害者給予更多支援。
2019年3月1日，一名駕駛電單車的22歲澳門大學學生在氹仔蓮花海濱大馬路被一輛突然調頭、車身標示「盛景集團」的七人座位私家車撞倒，女司機死亡，涉事40歲中國內地男司機因涉嫌觸犯過失殺人罪被移送至檢察院處理，警方表示涉事司機持有外地僱員身份認別證，涉嫌過職工作。死者朋友批評政府漠視過界司機亂象。事件發生後，澳門作家李展鵬在臉書發表標題為《救救澳門》的貼文：「30平方公里的面積，只有台北市文山區那麼小，人口卻有68萬，密度是全球之冠；這個道路狹小的小城有20多萬機動車輛，密度同樣在世界上名列前矛；澳門每年接待三、四千萬遊客，數量是整個台灣的遊客量的三、四倍，每天逼爆（非常擠）。」他又說澳門的交通早已超出負荷，交通意外及致命車禍屢見不鮮。

## 正式實行
2023年2月20日，澳門特別行政區政府於該年2月15日與中國大陸公安部簽署駕駛證互認換領協議，協議自同年5月16日起生效。根據簽署的駕駛證互認換領協議，中國大陸與澳門承認對方核發的有效駕駛證，一方准許持有對方駕駛證的人員直接駕車或者免試換領駕駛證。互認換領的駕駛證准駕車型包括小型汽車和小型自動擋汽車。對持有效正式澳門駕駛執照的澳門永久性居民，持正式澳門駕駛執照，以及身份證明原件、身體條件證明、照片，可以直接免試換領中國大陸駕駛證，無需參加考試；持有效中國大陸紙質駕駛證人員，在入境澳門14日內可直接駕駛規定車型，無需換領澳門駕駛執照；入境超過14日需繼續駕車的，經澳門治安警察局交通廳登記後一年內可以在澳門直接駕駛規定車型。